# Hägersten-Liljeholmen
Hägersten-Liljeholmen ist ein Stadtbezirk in Söderort, einem der drei Hauptgemeindegebiete von Stockholm. Die anderen beiden sind Stockholms innerstad und Västerort.
Der Stadtbezirk umfasst die Stadtteile Fruängen, Hägersten, Hägerstensåsen, Mälarhöjden, Västertorp, Liljeholmen, Aspudden, Gröndal, Midsommarkransen und Västberga.
Hägersten-Liljeholmen wurde am 1. Januar 2007 aus den beiden bisherigen Stadtbezirken Hägersten und Liljeholmen gebildet.

## Fruängen
Der Name des Ortsteils stammt von einem Bauernhof, der sich an der Stelle des heutigen kommunalen Zentrums befand. In den 1950er Jahren entstanden hier moderne Neubauten und ein Einkaufszentrum. Alle Straßen in Fruängen wurden nach bedeutenden schwedischen Frauen benannt. Im Ortsteil endet auch eine Linie der Stockholmer U-Bahn.

## Hägersten
Der Stadtteil Hägersten war bis zum 1. Januar 2007 ein eigenständiger Bezirk.

## Hägerstensåsen
Dieser Ortsteil liegt auf einer Anhöhe ca. 50 Meter über dem Meer. 1937 wurde hier mit dem Bau von kleineren Wohnhäusern begonnen und seit 1943 entstanden auch mehrere Mietshäuser und ein kommunales Zentrum.

## Mälarhöjden

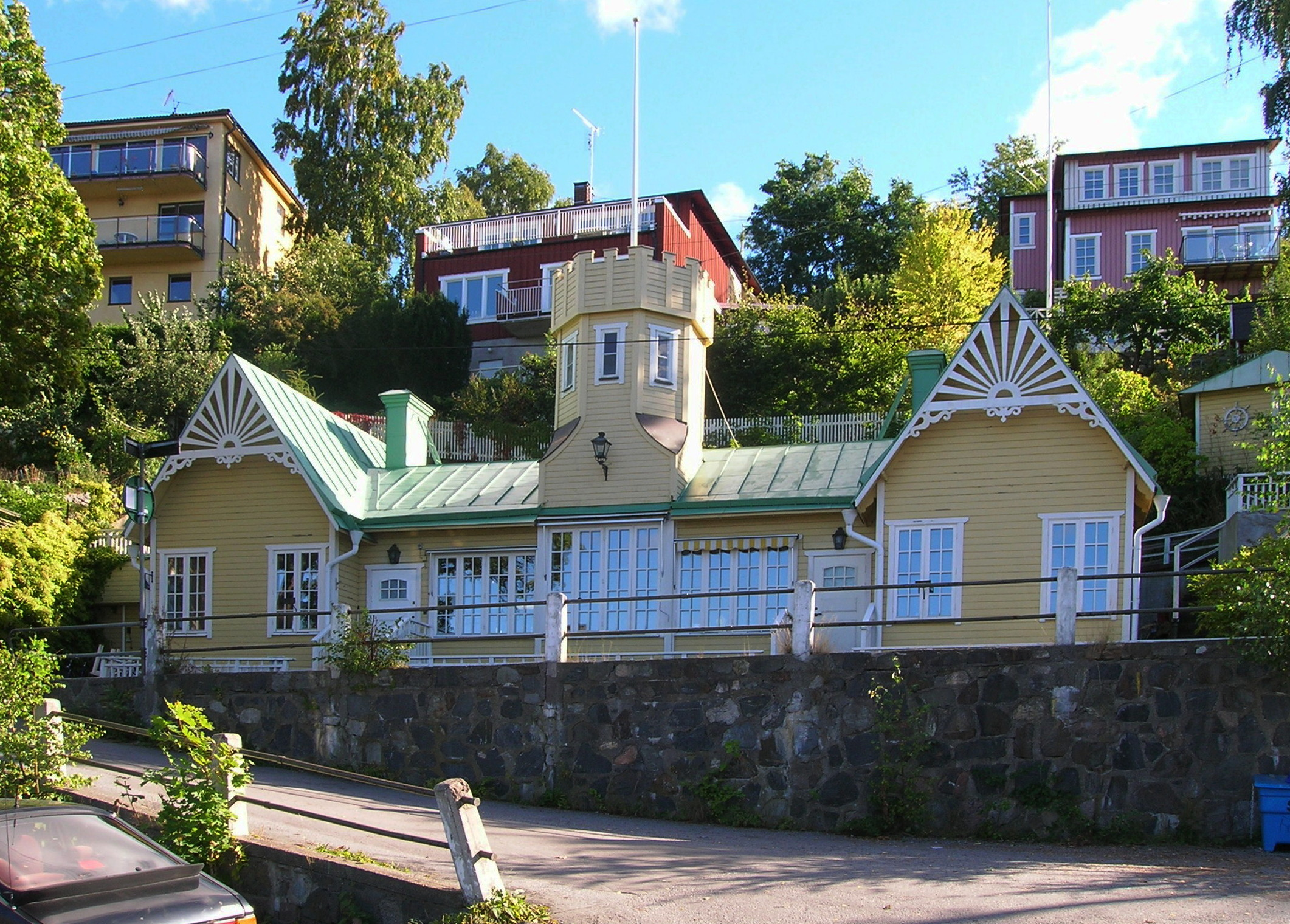
Villen in Mälarhöjden

Mälarhöjden liegt an einer Bergkante, die zum See Mälaren hin abfällt. Ursprünglich lagen hier Bauernhöfe, die noch bis etwa 1960 betrieben wurden. Seit dem Ende des 19. Jahrhunderts ließen sich vorwiegend besser gestellte Personen Sommerhäuser und Villen in diesem Ortsteil anlegen.

## Västertorp
Die überwiegende Bebauung entstand zwischen 1949 und 1952. Als erster Stadtteil von Stockholm erhielt Västertorp Geh- und Radweg, die sich in einer anderen Planebene befinden als das Straßennetz. Die Namen der Straßen beziehen sich hauptsächlich auf den Wintersport. Auffallend ist eine große Anzahl von Skulpturen. Diese wurden auf Initiative des Direktors einer Baugesellschaft aufgestellt.

## Aspudden
Aspudden ist ein Stadtteil des Bezirks Hägersten-Liljeholmen in Söderort, dem südlichen Vorort von Stockholm. Die U-Bahn-Linie 13 hält an der U-Bahn-Station Aspudden.
Der FK Aspudden-Tellus ist ein schwedischer Fußballverein und spielt derzeit in der Division 2 Södra Svealand, der vierten Klasse des schwedischen Fußballs.

## Söhne und Töchter des Stadtbezirks
- Ove Skog (1944–2018), unter dem Künstlernamen Doc Forest Schwedens erster registrierter Tätowierer
- Stefan Löfven (* 1957), Politiker (SAP), Mitglied des Riksdag und Ministerpräsident
- Benny Fredriksson (1959–2018), Schauspieler, Theaterdirektor und Geschäftsführer des Kulturhuset Stadsteatern in Stockholm
- Rafael Edholm (* 1966), Schauspieler, Regisseur und Drehbuchautor
- Carola Häggkvist (* 1966), Sängerin
- Annika Hallin (* 1968), Schauspielerin
- Lisa Ekdahl (* 1971), Jazz-Pop-Sängerin
- Jens Lapidus (* 1974), Schriftsteller und Jurist
- Sofia Ledarp (* 1974), Schauspielerin
- Johanna Sällström (1974–2007), Schauspielerin
- Leonard Terfelt (* 1976), Schauspieler
- Abir Al-Sahlani (* 1976), Politikerin (Centerpartiet)